# Liste der Kirchengebäude im Dekanat Laaber
Die Liste der Kirchengebäude im Dekanat Laaber listet die Kirchengebäude des ehemaligen Dekanats Laaber im Bistum Regensburg auf.
- Im Landkreis Regensburg erstreckt sich das Dekanat über die Gemeindegebiete von Beratzhausen, Brunn, Deuerling, Hemau, Laaber, Nittendorf und Sinzing.
- Im Landkreis Neumarkt in der Oberpfalz erstreckt sich das Dekanat über die Gemeindegebiete von Hohenfels, Lupburg und Parsberg.

## Liste der Kirchengebäude
| Bild | Pfarrkirche                                        | Ort                                                                         | Filialkirchen | Zugehörigkeit              |
| ---- | -------------------------------------------------- | --------------------------------------------------------------------------- | --- | -------------------------- |
|      | Pfarrkirche St. Peter und Paul                     | Beratzhausen Liste der Baudenkmäler in Beratzhausen                         | Filial- und Wallfahrtskirche Maria-Hilf in Beratzhausen Filialkirche St. Katharina in Hardt Filialkirche St. Thekla in Mausheim Filialkirche St. Andreas in Schwarzenthonhausen Nebenkirche St. Sebastian in Beratzhausen (Friedhofskapelle) Nebenkirche St. Michael in Beratzhausen (ehemalige Friedhofskapelle) Wegkapelle Nähe Laaberer Straße Wegkapelle Obermühlweg Franzenkapellchen Wegkapelle in Aichhof Kapelle St. Anna in Beilnstein Hofkapelle in Friesenhof Wegkapelle in Unterlichtenberg | Beratzhausen-Pfraundorf    |
|      | Pfarrkirche St. Martin (ehemalige Schlosskirche)   | Oberpfraundorf in Beratzhausen                                              | Nebenkirche St. Jakob in Unterpfraundorf Filial- und Wallfahrtskirche Mariä Heimsuchung in Rechberg Nebenkirche St. Helena in Schrotzhofen | Beratzhausen-Pfraundorf    |
|      | Pfarrkirche St. Martin                             | Deuerling Liste der Baudenkmäler in Deuerling                               | Hofkapelle St. Maria in Heimberg Wegkapelle St. Maria in Hillohe Hofkapelle in Kleinetzenberg Dorfkapelle Maria Königin in Pollenried Wegkapelle Maria Königin in Polzhausen | eigenständige Pfarrei      |
|      | Pfarrkirche St. Wolfgang                           | Eilsbrunn in Sinzing                                                        | Filialkirche St. Martin in Alling Nebenkirche Hl. Kreuz in Mariaort (Kalvarienbergkirche) Filial- und Wallfahrtskirche Mariä Himmelfahrt in Mariaort Nebenkirche St. Michael in Riegling Filialkirche Mariä Schmerzen in Thumhausen Kapelle St. Nikolaus in Haugenried | eigenständige Pfarrei      |
|      | Pfarr- und Wallfahrtskirche Mariä Geburt           | Frauenberg in Brunn (Oberpfalz) Liste der Baudenkmäler in Brunn (Oberpfalz) | Filialkirche St. Peter und Paul in Brunn Nebenkirche St. Joseph in Weißenkirchen Kapelle St. Josef in Frauenberg | eigenständige Pfarrei      |
|      | Pfarrkirche St. Johannes der Täufer                | Hemau Liste der Baudenkmäler in Hemau                                       | Filialkirche St. Jakobus der Ältere in Kollersried Neben- und Friedhofskirche St. Salvator in Hemau Nebenkirche St. Sebastian in Hennhüll Kapelle St. Joseph in Altenlohe Kapelle Herz Jesu in Eiersdorf Wegkapelle Gegeißelter Heiland in Flinksberg Wiesenkapelle zum Gegeißelten Christus in Hamberg Gangerlkapelle in Hemau Kapelle zum Gegeißelten Heiland in Hemau (Bergkapelle) Hofkapelle Hl. Dreifaltigkeit in Höfen Hofkapelle St. Maria in Höhhof Kapelle hl. Florian in Klingen Hofkapelle in Langenkreith Kapelle St. Maria in Lautersee Kapelle St. Maria in Oberreiselberg Hofkapelle St. Maria in Rieb | eigenständige Pfarrei      |
|      | Pfarrkirche Mariä Heimsuchung                      | Hohenschambach in Hemau                                                     | Filialkirche St. Nikolaus in Haag Filialkirche St. Ottilia in Laufenthal Hofkapelle Mariä Heimsuchung in Pittmannsdorf Wegkapelle St. Joseph in Schacha | Hohenschambach-Aichkirchen |
|      | Pfarrkirche Mariä Himmelfahrt                      | Aichkirchen in Hemau                                                        | Hofkapelle Hl. Dreifaltigkeit in Kumpfhof | Hohenschambach-Aichkirchen |
|      | Pfarrkirche St. Ulrich                             | Hohenfels Liste der Baudenkmäler in Hohenfels                               | Nebenkirche St. Dionysius in Effenricht Nebenkirche St. Leonhard in Großbissendorf Nebenkirche Maria von der immerwährenden Hilfe in Hitzendorf Nebenkirche St. Sebastian in Hohenfels Nebenkirche Maria vom guten Rat in Lauf Nebenkirche St. Ägidius in Raitenbuch Kapelle Gegeißelter Heiland in Friesmühle Hofkapelle in Harrhof Hofkapelle St. Maria in Hausraitenbuch Hummelkapelle in Hohenfels Schießstätt-Kapelle in Hohenfels Hofkapelle Dreifaltigkeit in Holzheim Kalvarienbergkapelle Grablegung Christi in Klausen Ortskapelle St. Maria in Kleinmittersdorf Wegkapelle in Pillmannsricht Ehemalige katholische Kirche St. Ägidius in der Wüstung Bergheim Ehemalige katholische Kirche St. Nikolaus in der Wüstung Enslwang Ehemalige Katholische Kirche St. Maria Magdalena in der Wüstung Kirchenödenhart Katholische Kirche Heilige Dreifaltigkeit in der Wüstung Kreuzberg Ehemalige katholische Kirche Unserer Lieben Frau in der Wüstung Sichendorf | eigenständige Pfarrei      |
|      | Pfarrkirche St. Jakobus                            | Laaber Liste der Baudenkmäler in Laaber                                     | Filialkirche St. Laurentius in Bergstetten Filialkirche Mariä Geburt in Endorf Filialkirche St. Johannes der Täufer in Großetzenberg Nebenkirche Mariä Heimsuchung in Anger Wegkapelle St. Maria in Großetzenberg Kalvarienbergkapelle Grablegung Christi in Laaber Kapelle St. Maria in Laaber Wegkapelle St. Sebastian in Laaber Wegkapelle Christus in der Rast in Münchsmühle Wegkapelle St. Maria in Papiermühle Wegkapelle St. Maria in Ried Wegkapelle St. Maria in Schernried Wegkapelle Hl Familie in Türklmühle | eigenständige Pfarrei      |
|      | Pfarrkirche St. Barbara                            | Lupburg Liste der Baudenkmäler in Lupburg                                   | Filialkirche Mariä Himmelfahrt in Degerndorf Nebenkirche Hl. Dreifaltigkeit in Granswang Nebenkirche St. Michael in Rackendorf Friedhofskapelle St. Salvator in Haid Wegkapelle St. Maria in Lupburg Kapelle hl. Johannes von Nepomuk in Lupburg | Lupburg-See                |
|      | Pfarrkirche St. Martin                             | See (Lupburg) in Lupburg                                                    | | Lupburg-See                |
|      | Pfarrkirche St. Katharina                          | Nittendorf Liste der Baudenkmäler in Nittendorf                             | Filialkirche St. Johannes Baptist in Schönhofen | Nittendorf-Undorf          |
|      | Expositurkirche St. Michael                        | Etterzhausen in Nittendorf                                                  | Kapelle St. Wolfgang in Etterzhausen | Nittendorf-Undorf          |
|      | Pfarrkirche St. Joseph                             | Undorf in Nittendorf                                                        | Exerzitienhaus Werdenfels | Nittendorf-Undorf          |
|      | Pfarrkirche St. Georg                              | Neukirchen in Hemau                                                         | Kapelle Herz Jesu in Berletzhof | Neukirchen-Eichlberg       |
|      | Pfarr- und Wallfahrtskirche zur Hl. Dreifaltigkeit | Eichlberg in Hemau                                                          | Nebenkirche St. Anna in Eckertshof Kapelle St. Sebastian in Pellndorf | Neukirchen-Eichlberg       |
|      | Pfarrkirche St. Andreas                            | Parsberg Liste der Baudenkmäler in Parsberg                                 | Filialkirche St. Maria in Eglwang Filialkirche St. Laurentius in Hackenhofen Marienkapelle in Hammermühle Marienkapelle in Lohhof Marienkapelle in Parsberg Kapelle Nähe Marktstraße in Parsberg | Parsberg-Willenhofen       |
|      | Kuratbefizium St. Mauritius                        | Willenhofen in Parsberg                                                     | Filialkirche Mariä Heimsuchung in Herrnried Marienkapelle in Mannsdorf | Parsberg-Willenhofen       |
|      | Pfarrkirche Mariä Himmelfahrt                      | Sinzing Liste der Baudenkmäler in Sinzing                                   | Nebenkirche Hl. Kreuz in Bruckdorf Nebenkirche Mariä Himmelfahrt in Sinzing (Alte Kirche) | eigenständige Pfarrei      |
|      | Pfarrkirche St. Leonhard                           | Viehhausen in Sinzing                                                       | Filialkirche St. Leodegar in Bergmatting Kapelle in Adlstein Kapelle in Dürnstetten Kapelle in Reichenstetten Kapelle in Schneckenbach Kapelle in Thalhof | eigenständige Pfarrei      |